# Télémaque Lambrino

Télémaque Lambrino mit Autogramm (um 1909)

Télémaque Lambrino (* 27. Oktober 1878 in Odessa; † 25. Februar 1930 in Leipzig) war ein Pianist und Klavierpädagoge. Als Sohn griechischer Eltern, lebte und wirkte er überwiegend in Deutschland.

## Leben

Leo Rauth: Plakat für ein Konzert von Télémaque Lambrino

Lambrino erhielt seine musikalische Ausbildung zunächst bei Dmitri Klimow in Odessa. Vermutlich ab dem Wintersemester 1898/1899 war er für ein Jahr an der Königlichen Akademie der Tonkunst in München eingeschrieben, wo u. a. der Lisztschüler Berthold Kellermann sowie Anton Beer-Walbrunn und Josef Gabriel Rheinberger seine Lehrer waren. Ende 1899 schien Lambrino nach Leipzig übergesiedelt zu sein. Von hier aus fuhr er regelmäßig nach Berlin, um seine Studien bei der Rubinstein-Schülerin Maria Teresa Carreño fortzusetzen.
Bereits früh übernahm Lambrino die Leitung eigener Meisterklassen, sowohl am Bruno Heydrich'schen Konservatorium für Musik und Theater in Halle (ab Februar 1905, mit Unterbrechungen bis 1915 nachzuweisen) und am Thüringer Landes-Conservatorium in Erfurt. Nach kurzer Lehrtätigkeit als Professor am Moskauer Konservatorium von 1908 bis 1909 ließ sich Lambrino endgültig in Leipzig nieder, um bessere Voraussetzungen für eine Solistenlaufbahn zu schaffen. Dort erteilte er einem großen Schülerkreis Privatstunden, ohne jemals dem Leipziger Königlichen Konservatorium der Musik anzugehören. Von 1918/19 bis 1924 unterrichtete er darüber hinaus Klavier-Ausbildungsklassen am Berliner Klindworth-Scharwenka-Konservatorium.
Lambrino entwickelte sich zu einem der gefragtesten Pianisten seiner Zeit. Tourneen führten ihn bereits ab 1902 durch ganz Europa und nach Russland. Karl Straube charakterisierte Lambrino in einem Nachruf mit den Worten „Er darf zu den Begnadeten dieses Jahrhunderts gerechnet werden. […] Wer aus seiner Schule stammt, kann sich rühmen, Musik bis in die letzten Regungen und Gefühle ausgelebt präsentiert bekommen zu haben.“
Eine Welte-Mignon-Aufnahme aus dem Jahr 1905 von Franz Schuberts Militärmarsch in der Bearbeitung Carl Tausigs blieb erhalten, sowie eine weitere mit den Etuden Op. 25 Nr. 8 und 9 von Frédéric Chopin.